# دائرة ماكودة
دائرة ماكودة إحدى دوائر ولاية تيزي وزو. مقرها ماكودة. تبلغ مساحتها 92.3687 كم² يقطنها 44182 نسمة (أي بكثافة سكانية تقدر بـ 478 نسمة /كم²). وتضم كل من بلديات :
- ماكودة
- بوجيمة

## شخصيات
- أرزقي لوني

## مواضيع ذات صلة
- دوائر ولاية تيزي وزو
- بلديات ولاية تيزي وزو